# Okić (Plešivica)
Okić je strma stožasta hridina kojom na istoku završava hrbat Plešivice, visoka 495 metara. S njenoga vrha dopire pogled do Pokuplja i Zagreba. 
Stijene s južne strane Okića odavna su alpinističko vježbalište. Zemljište Okića pripada planinarskoj organizaciji, koja ga je dobila presudom kotarskog suda u Samoboru 1933. godine. U podnožju Okića se nalazi planinarski dom Dr. Maks Plotnikov. Nadmorska visina doma je 411 mnv.
Godine 1843. na Okić se strmom južnom stranom bosa popela prva žena, Dragojla Jarnević. Staza njezinog uspona danas je označena kao Dragojlina staza. Ona je bila začetnica planinarstva i alpinizma u Hrvatskoj u doba hrvatskog narodnog preporoda pa se smatra prvom hrvatskom planinarkom i alpinisticom. 
Na vrhu je Okić-grad, ostaci stare gradine. Izvrsno prilagođeni terenu, daju naslutiti nekadašnji oblik i veličinu. Gradina se prvi put spominje 1183. godine, a služila je do 1616. godine. U svojoj prošlosti često je mijenjala vlasnike, a u područje pod njome u više su navrata prodrle osmanlijske čete. 

## Galerija
- Okić
- Okić od zapada
- Okić - pogled na Zagreb
- Stari grad Okić

## Vanjske poveznice
- HPD Jastrebarsko:  Okić-grad